# Isaiah Cozart
Isaiah Cozart (Richmond, Kentucky; 12 de abril de 2001) es un baloncestista estadounidense que pertenece a la plantilla del SC Rasta Vechta de la Basketball Bundesliga alemana. Con 2,01 metros de estatura, juega en la posición de pívot.

## Trayectoria deportiva

### Universidad
Jugó tres temporadas con los Hilltoppers de la Universidad de Kentucky Occidental donde contó con muy pocas oportunidades, promediando 1,2 puntos y 1,4 rebotes por partido. Al término de la tercera temporada entró en el portal de transferencias de la NCAA, y recaló en los Colonels de la Universidad de Kentucky Oriental. En su primera temporada con Eastern Kentucky, estableció el récord de tapones en una sola temporada de la universidad. El 27 de noviembre de 2023, Cozart sumó 10 puntos, 13 rebotes y 10 tapones, registrando el primer triple-doble en la historia de los Colonels. En dos temporadas promedió 12,4 puntos, 8,6 rebotes y 3,1 tapones por partido. En su última temporada fue el líder en tapones de toda la NCAA con 3,9 por partido. Fue elegido Jugador del Año de la Atlantic Sun Conference y mejor jugador defensivo de la conferencia.

#### Estadísticas
| Año     | Equipo           | PJ  | PT | MPP  | %TC  | %3P  | %TL  | RPP | APP | ROB | TPP | PPP  |
| ------- | ---------------- | --- | -- | ---- | ---- | ---- | ---- | --- | --- | --- | --- | ---- |
| 2019–20 | Western Kentucky | 19  | 0  | 4.7  | .538 | .000 | .000 | .9  | 0.0 | .1  | .3  | .7   |
| 2020–21 | Western Kentucky | 11  | 0  | 5.9  | .643 | .000 | .000 | 2.0 | .1  | .1  | .5  | 1.6  |
| 2021–22 | Western Kentucky | 18  | 0  | 6.1  | .667 | .000 | .571 | 1.5 | .0  | .1  | .6  | 1.3  |
| 2022–23 | Eastern Kentucky | 37  | 36 | 24.0 | .635 | .000 | .564 | 7.5 | .4  | .5  | 2.5 | 9.9  |
| 2023–24 | Eastern Kentucky | 29  | 29 | 31.0 | .658 | .000 | .542 | 9.9 | .6  | .6  | 3.9 | 15.5 |
| Total   | Total            | 115 | 66 | 18.2 | .642 | .000 | .554 | 5.6 | .3  | .3  | 2.0 | 7.7  |

### Profesional
Tras no ser elegido en el Draft de la NBA de 2024, el 22 de julio firmó su primer contrato profesional con el SC Rasta Vechta de la Basketball Bundesliga alemana.